# Источна Украјина
Источна Украјина (укр. Східна Україна, рус. Восточная Украина) је географски регион Украјине. Најужа дефиниција источне Украјине обухвата Доњецку, Луганску и Харковску област. Источном Украјином се понекад назива део Украјине источно од реке Дњепар, тј. Слободна Украјина, Доњецки басен и обала Азовског мора. Граничи се са Русијом на северу и истоку, на југу излази на Црно море и Азовско море. Харков је највећи град.